# Micah Downs
Micah Downs (Kirkland, Washington, 9. kolovoza 1986.) američki je profesionalni košarkaš. Igra na poziciji niskog krila, a trenutačno je član portugalskog košarkaškog kluba Benfica. 

## Sveučilište
Downs je karijeru započeo 2005. godine nastupajući za Kansas u NCAA ligi. U svojoj prvoj sezoni je odigrao 13 utakmica uz prosječan učinak od 4 poena, 2 skoka i 1 asistenciju po susretu. Nakon toga je prešao u Gonzagu gdje je propustio pola sezone zbog pravila prijelaznog roka, a kasnije i zbog ozljede noge.
Te je sezone odigrao 17 utakmica uz prosjek od 8 poena i 3,7 skokova po susretu. U sezoni 2007./2008. za Gonzagu je odigrao 33 utakmice, te je u prosjeku zabijao 8 poena uz 3.7 skokova i 1.4 asistencije po susretu, a sljedeće je sezone odigrao 34 utakmice i ostvario 9.6 poena, 4.6 skokova i 1.1 asistencija po susretu. Iste godine nastupio na turniru u Portsmouthu koji se igra prije NBA drafta, te u NBA ljetnoj ligi u Las Vegasu gdje je igrao za Phoenix Sunse.

## Karijera
Nakon što se nije uspio izboriti za NBA ugovor, Downs je postao slobodan igrač na tržištu. Dana 30. srpnja 2009. potpisuje jednogodišnji ugovor s hrvatskim košarkaškim klubom Zadar. Doveden je kao prvo pojačanje Zmage Sagadina za sezonu 2009./10. Tijekom sezone izabran je na hrvatski All-Star u Belom Manastiru 2009. godine, gdje je odigrao All-Star utakmicu i nastupio u natjecanju u zakucavanju. Downs je postao pobjednikom u zakucavanju, nakon što je izveo dva spektakularna i atraktivna zakucavanja.

## Profil
Njegove jače strane su odlične fizičke predispozicije, napredak u skoku iz sezone u sezonu, atraktivna zakucavanja i prije svega odlična obrana. Dugačke ruke omogućuju mu da lakoćom presjeće ili ukrade loptu protivniku, dosta je brz, ima dobar rad nogu i dobro razumije igru. Kao slabije strane navodi se činjenica da se nije razvio u zvijedu kakvu su ljudi od njega očekivali nakon srednje škole. U četiri sezone na sveučilištu nije imao prosjek veći od 10 poena po susretu, uz slab postotak šuta i upitnu selekciju šuta. Slobodna bacanja je u karijeri gađao 72%, a trebao bi popraviti i kontrolu lopte.

## Vanjske poveznice
- Profil na NBADraft.net
- Profil  Arhivirana inačica izvorne stranice od 12. lipnja 2009. (Wayback Machine) na DraftExpress.com